# M. Nagy Miklós
M. Nagy Miklós (Várpalota, 1963. február 26. –) József Attila-díjas műfordító, esszéista, író, a Helikon Kiadó irodalmi vezetője és főszerkesztője.

## Életpályája
Gimnáziumi évei alatt irodalmárnak készült. Moszkvában szerzett diplomát a Nemzetközi Kapcsolatok Állami Egyetemén, nemzetközi újságírás szakon. 1989-ben került az Európa Könyvkiadó szerkesztői székébe, miközben a Nagyvilág című lapba írt kritikákat (1989–1997 között rovatvezető, majd főszerkesztő-helyettes). Első fordítói megbízása Isaac Deutscher Sztálin politikai önéletrajza volt 1990-ben. Ezt aztán számos irodalmi mű is követte. Angol, orosz és spanyol nyelvről fordít.
Szakterülete az orosz irodalom és gondolkodás. A 20. századi amerikai orosz irodalom képviselőjének, Vladimir Nabokovnak több művét is lefordította, de más amerikai írókat (McInerney, Bret Easton Ellis) és a kortárs ír irodalom egyik jelenségét (Roddy Doyle) is ő magyarította. Fordítói munkái közül kiemelkedik: Juz Aleskovszkij A kenguru, Szasa Szokolov Asztrofóbia, Nick Hornby Fociláz, Bret Easton Ellis Glamoráma című regényeinek magyar nyelvű változata. Utóbbi az év könyve lett műfordítás kategóriában. A szépirodalmi műveken kívül lefordított néhány történelmi és történetfilozófiai szakmunkát is (Simon Schama, Edvard Radzinszkij, Francis Fukuyama könyveit).
1996-ban Nikkelszamovár címmel válogatás jelent meg esszéiből. Több orosz témájú antológia kiadásában is közreműködött.
2014-ben jelent meg Ha nem is egy bomba nő című részben önéletrajzi, részben az orosz kultúrával foglalkozó anekdotikus regénye.
2013 áprilisától 2017 októberéig az Európa Könyvkiadó igazgatója, 2017. november 1-től a Helikon Kiadó irodalmi vezetője és főszerkesztője.
A Bézs Rádióban Davaj! címmel kéthetente jelentkező orosz rockzenei műsort vezet. 
Budapesten él.

## Díjai
- Wessely László-díj (1992)
- Forintos-díj (Jay McInerney Lángos csillag fakul című regényének fordításáért, 1998[5])
- Az Év Könyve jutalom (Bret Easton Ellis Glamoráma című regényének fordításáért, 2001)
- Pro Literatura díj (2007)
- József Attila-díj (2010)

## Művei

### Esszégyűjtemény, esszéregény
- Nikkelszamovár (1996) ISBN 963-506-069-6
- A világ meztelen. Douglas Coupland, Fejtő Ferenc, Háy János, M. Nagy Miklós és Susan Sontag írásai; főszerk. Mihályi Gábor, szerk. Bánki Judit; Új Világ–Antonin Liehm Alapítvány, Budapest, 2004 (Európai kulturális füzetek)
- Ha nem is egy bomba nő. Szerelmesregény; Cartaphilus, Budapest, 2014

### Vers
- Csapódjon a mostba. Versek 1981–84; Bada Dada Alapítvány, Budapest, 2021 (Mersz könyvek)

### Fordításai (nem teljes)
| - Isaac Deutscher: Sztálin (1990) ISBN 963-07-5189-5 - Juz Aleskovszkij: A kenguru (1992) ISBN 963-07-5434-7 - Szasa Szokolov: Asztrofóbia (1993) ISBN 963-07-5572-6 - Alvin Toffler: Hatalomváltás (1993) ISBN 963-07-5540-8 - John Jakes: A fattyú (1994) ISBN 963-548-079-2 - Vlagyimir Zsirinovszkij: Oroszország sorsáról (1995) ISBN 9638417021 - Nick Hornby: Fociláz (1995) ISBN 963-07-5798-2 - Bulat Okudzsava: A boldog írnok gyermekei (1996) ISBN 963-14-2036-1 - Daniel Defoe: Robinson Crusoe (1996) ISBN 963-07-6088-6 - Jay McInerney: Lángos csillag fakul (1996) ISBN 963-07-5879-2 - Vladimir Nabokov: Baljós kanyar (1997) ISBN 963-8568-02-X - Jay McInerney: Az utolsó Savage (1997) ISBN 963-07-6233-1 - Nick Hornby: Pop, csajok, satöbbi (1998) ISBN 963-07-6289-7 - Nick Hornby: Egy fiúról (1999) ISBN 963-07-6473-3 - Joseph Heller: Most és egykor (1999) ISBN 963-8009-49-7 - Bret Easton Ellis: Nullánál is kevesebb (1999) ISBN 963-07-6499-7 - Jerzy Kosiński: Flipper (2000) ISBN 963-07-6785-6 - Bret Easton Ellis: Glamoráma (2000) ISBN 963-076-703-1 - Roddy Doyle: A mozgóbüfé (2001) ISBN 963-07-6991-3 - Joseph Heller: Öregkori önarckép (2001) ISBN 963-9237-60-4 - John Jakes: Amerikai álmok (2002) ISBN 963-547-713-9 - Bret Easton Ellis: A vonzás szabályai (2002) ISBN 963-07-7126-8 | - Roddy Doyle: A Commitments (2002) ISBN 963-07-7160-8 - Roddy Doyle: A vihogik (2002) ISBN 978-963-07-7259-4 - Mark Lindquist: Never Mind Nirvana (2002) ISBN 963-07-7125-X - Nick Hornby: Hogy legyünk jók? (2002) ISBN 963-07-7135-7 - Joseph O’Connor: Az ügynök (2003) ISBN 963-07-7322-8 - Nick Hornby: 31 dal (2003) ISBN 963-07-7483-6 - Arthur Phillips: Prága (2003) ISBN 963-07-7369-4 - Martin Amis: Koba, a rettenetes (2004) ISBN 963-07-7535-2 - Tatjana Tolsztaja: Kssz! (2004) ISBN 963-96-0258-2 - Sting: Széttört zene (2004) ISBN 963-07-7667-7 - Bret Easton Ellis: Holdpark (2005) ISBN 963-07-7891-2 - Arthur Phillips: Az egyiptológus (2005) ISBN 963-07-7742-8 - Nick Hornby: Hosszú út lefelé (2006) ISBN 963-07-8004-6 - Joseph O’Connor: A Tenger Csillaga (2006) ISBN 9630779773 - Truman Capote: Nyári átkelés (2006) ISBN 963-07-8163-8 - Gerald Clarke: Capote (2006) ISBN 963-07-8123-9 - Douglas Coupland: X generáció (2007) ISBN 978-963-07-8251-7 - Nick Hornby: Betoncsók (2008) ISBN 978-963-07-8509-9 - Arthur Phillips: Angelica (2008) ISBN 978-963-07-8631-7 - E. L. Doctorow: „A vak zongorista” (2010) ISBN 978-963-405-358-3 - Vlagyimir Szorokin: Garin doktor ISBN 978-963-556-134-6 |

### Szerkesztett antológiák
- Se apák, se fiúk. Poszt szovjet dekameron; vál., jegyz. Kiss Ilona, M. Nagy Miklós; Osiris–2000, Budapest, 1995 (Arany-Közép-Európa)[6]
- Huszadik századi orosz novellák. Orosz dekameron; összeáll., szerk. M. Nagy Miklós, ford. Abonyi Réka et al.; Noran, Budapest, 2006 (Modern dekameron)
- Szendvics vörös kaviárral. Válogatás az orosz erotikus irodalomból; vál., szerk., jegyz. M. Nagy Miklós, ford. Abonyi Réka et al.; Noran, Budapest, 2006 (Orosz Erato)
- Közép-ázsiai török közmondások; vál., ford., utószó M. Nagy Miklós; Kelet, Budapest, 2011
- Visszatérés a Szojuzba. Válogatás az orosz minimalista prózából; vál., összeáll., szerk. M. Nagy Miklós és Goretity József; Antológia, Lakitelek, 2013
- Idegen partokon. Válogatás az orosz emigráció kisprózájából; vál., összeáll. Goretity József és M. Nagy Miklós; Antológia, Lakitelek, 2014
- Koreai közmondások; vál., ford. M. Nagy Miklós, utószó Osváth Gábor; Kelet, Budapest, 2014

## Külső hivatkozások
- M. Nagy Miklós a PORT.hu-n (magyarul)
- Fordító: M. Nagy Miklós fordításai az Ekultúrán (magyarul)
- Szentségtörés kijavítani Arany János fordításait? Archiválva 2008. december 9-i dátummal a Wayback Machine-ben Beszélgetés M. Nagy Miklós műfordítóval az iv.hu-n (magyarul)
- Erotománok és erasztománok Archiválva 2007. december 10-i dátummal a Wayback Machine-ben M. Nagy Miklós gondolatai a regényről a Forrásban (magyarul)
- Lehet-e írni a futballról? a Fociláz című regény kapcsán a Nagyvilágban (magyarul)
- Gyurgyalagok az éjszakában a Literán (magyarul)
- John Lukacs: Hitler és Sztálin – 1941. június Archiválva 2020. augusztus 8-i dátummal a Wayback Machine-ben Beszélgetés John Lukaccsal a Papiruszportal.hu-n (magyarul)
- M. Nagy: ellentmondásos Szolzsenyicin megítélése Emlékezés Szolzsenyicinre a hvg.hu-n (magyarul)
- Bret Easton Ellis átvette a Budapest Nagydíjat Bret Easton Ellis-ről a metropol.hu-n (magyarul)